# Claus Peymann kauft sich keine Hose, geht aber mit essen
Claus Peymann kauft sich keine Hose, geht aber mit essen ist ein Text des deutschen Schriftstellers Benjamin von Stuckrad-Barre, der 2001 in der Frankfurter Allgemeinen Zeitung als Interview mit Claus Peymann veröffentlicht und in der Harald-Schmidt-Show als Dramolett aufgeführt wurde. Er bezieht sich auf das Dramolett Claus Peymann kauft sich eine Hose und geht mit mir essen des österreichischen Schriftstellers Thomas Bernhard aus dem Jahr 1986.

## Inhalt

### Zusammenfassung
Im Text, der in einem Bekleidungsgeschäft auf dem Berliner Kurfürstendamm spielt, probiert Peymann verschiedene Hosen an, kauft jedoch keine. Stattdessen kauft er ein schwarzes T-Shirt, für das er sich vom Autor des Texts 180 Mark leiht. Anschließend geht er mit ihm bei einem Italiener in Berlin-Charlottenburg essen.

### Im Bekleidungsgeschäft
Claus Peymann, Theaterregisseur und Intendant des Berliner Ensembles, kommt mit zehn Minuten Verspätung im Kleidungsgeschäft Selbach am Kurfürstendamm an und entschuldigt sich, er komme von der Probe. Peymann gibt an, seine Hosen nur noch bei Thomas i-Punkt in Hamburg zu kaufen, früher aber sehr viel bei Selbach gekauft zu haben. Er bittet den Verkäufer um Zegna-Hosen. Dieser bringt eine schwarze und eine dunkelblaue Zegna-Hose.
Peymann berichtet von der Hose, die er zusammen mit Thomas Bernhard gekauft hat. Er hat sie unter dessen Druck gekauft und jahrelang im Schrank aufbewahrt, bevor er sie dem Fundus des Burgtheaters geschenkt hat. Für eine Inszenierung hat er sie später gesucht, aber nicht gefunden. Er sagt: „Jetzt gibt es einen Unbekannten, der seit Jahren mit meiner Bernhardhose rumläuft, ohne zu ahnen, welches Kunstwerk er da auf seinen Arschbacken hat.“

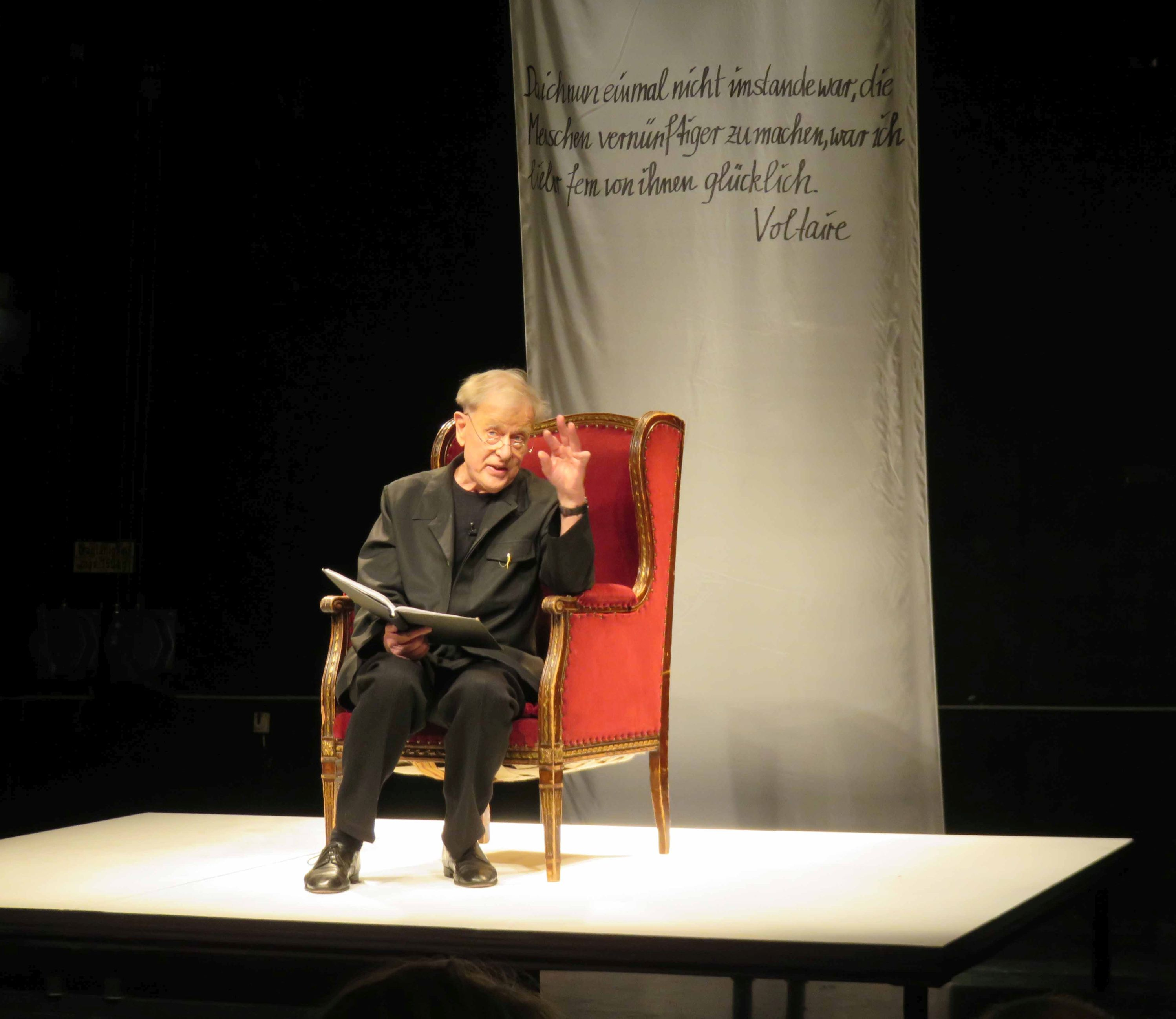
Claus Peymann mit schwarzem Anzug und schwarzem T-Shirt (2017)

Peymann fragt den Verkäufer nach der Aufschrift auf dem Etikett der Hose, die er trägt. Er liest aus der offenen Hose „Omen“ (die Hausmarke von Thomas i-Punkt) ab und sagt, dass Selbach diese Marke nicht führe. Dafür empfiehlt er Donna Karan. Auf Peymanns Frage, ob der Laden noch gut laufe, antwortet er, dass er sehr zufrieden sei (das Geschäft schloss 2003). Peymann erzählt, dass im Hamburger Geschäft Thomas i-Punkt unter anderem Elfriede Jelinek und Kirsten Dene einkaufen würden. Peymann sagt lachend, das Geschäft sei der einzige Grund, nach Hamburg zu fahren, da dort ja niemand mehr ins Schauspielhaus gehe. Peymann spricht über den Sitz verschiedener Hosenmodelle und berichtet, Bernhard habe ihn ermahnt, im Winter keine Jeans zu tragen, da er sich sonst eine Nierenkolik hole. Sein Wiener Kleidungsgeschäft habe „Zur Englischen Flotte“ geheißen. Peymann kritisiert, dass heute im Theater alle schwarz trügen. Alle Theaterdirektoren müssten rote Hosen tragen, damit man sie erkenne.
Peymann sagt, er betreibe derzeit eine Art T-Shirt-Kult. Der Autor weist darauf hin, Peymann habe für ein Interview mit der B.Z. im T-Shirt mit aufgerolltem Ärmel und angespanntem Bizeps posiert. Peymann entgegnet, das habe an einer besonders lustigen deutsch-türkischen Reporterin gelegen, die ihn im New Yorker Central Park interviewte. Er erzählt von seiner Vorstellung vom Theater und den Unterschieden zu Bernhard und Peter Handke. Peymann geht zu den T-Shirts, der Verkäufer nennt die Marken. Peymann probiert ein schwarzes T-Shirt von Jil Sander für 180 Mark in der Größe XL an.
Er fordert den Autor auf, ein Foto zu machen, dieser erklärt, es handele sich um eine Digitalkamera, auf der man das Bild gleich anschauen könne. Peymann sagt, Leander Haußmann besitze auch so ein Gerät. Peymann bittet um ein zweites T-Shirt in der gleichen Größe, doch der Verkäufer erklärt, er habe nur eines. Peymann beschließt, das T-Shirt zu kaufen. Er erklärt, für Interviews immer ein leichtes Jackett zu tragen, da er darin weniger schwitze. Peymann sucht sein Portemonnaie und nimmt an, er habe es im Theater liegen lassen. Er holt sein Mobiltelefon heraus und sagt zu einer Frau namens Miriam, er suche sein Portemonnaie. Den Autor bittet er daraufhin, ihm das T-Shirt auszulegen und sagt ins Telefon: „Ja, dann pumpe ich hier den jungen Dichter an.“
Der Autor gibt zu bedenken, nach der Lektüre des Buches Ein Jahr mit Thomas Bernhard von Karl-Ignaz Hennetmair leihe man ihm ungern Geld. Peymann erklärt, dass er Bernhard die darin erwähnten 2000 Schilling immer habe zurückzahlen wollen, Bernhard dies aber aus Großzügigkeit abgelehnt habe. Hennetmair selbst sei ein Geizkragen. Das Buch sei großartig, es könnte von Bernhard sein. Der Autor fragt, ob Peymann seinen Namen im Register gesucht habe. Peymann antwortet, sein Name habe kürzlich auch im Register der Berliner Seiten der FAZ gestanden, der Artikel jedoch gefehlt. Er beschließt, sich das Portemonnaie mit dem Taxi bringen zu lassen, und fragt, wo man essen gehen könne, und nennt die Lokale Paris Bar und Café Savigny. Peymann wird auf die Marke Zimmerli aufmerksam und fragt den Verkäufer nach einer Unterhose mit Eingriff der Marke. Er antwortet, sie sei nicht vorrätig, er könne sie aber bestellen. Peymann entgegnet, er könne im Berliner Ensemble anrufen. Allerdings sei es lächerlich, wegen einer Unterhose im Berliner Ensemble anzurufen.

### Auf dem Kurfürstendamm
Er verabschiedet sich und tritt mit dem Autor auf den Kurfürstendamm. Er sagt, die Mauer habe eine unsichtbare Spur in der Stadt hinterlassen. In Pankow, wo er wohnt, gebe es eine ganz andere Infrastruktur. Die beiden kommen zu einer Litfaßsäule in der Bleibtreustraße. Der Autor notiert von einem Plakat: „Einmalig in Berlin – Der Berliner Theaterclub. Auch Dieter Hallervorden sagt: Berliner Theaterclub. Einfach besser und preiswerter. Und Dagmar Biener, Anita Kupsch und Friedrich Schoenfelder sagen das auch.“ Peymann kommentiert, das sei die „Sechziger-Siebziger-Jahre-Generation“. Der Club hätte Rückgänge zu verzeichnen, da er sich nur an eine Generation klammere. Das Berliner Ensemble habe fast 3000 Abonnenten gewonnen. Er gehöre selbst an den Savignyplatz, wo die 68er-Rentner lebten. Es tue ihm aber gut, in Pankow zu leben.

### Beim Italiener
Die beiden kommen ins Restaurant „La Cantina“ in der Bleibtreustraße. Peymann bittet um eine Visitenkarte, um die Adresse zu erfahren. Der Kellner nennt die Adresse: Bleibtreustraße 17. Er beschließt, ein paar Vorspeisen zu bestellen. Er geht zum Büffet und stellt sich einen Teller mit eingelegtem Gemüse und Fisch zusammen.

## Textausgaben und Aufführungen

### Berliner Seiten der FAZ
Stuckrad-Barres Text erschien am Samstag, 17. März 2001 auf einer ganzen Seite der Berliner Seiten der FAZ. Der Text trägt die Überschrift „Claus Peymann kauft sich keine Hose, geht aber mit essen“. Er ist als Interview mit kursiv gedruckten Fragen des Autors gesetzt. Die Seite ist mit sieben Fotos von Stuckrad-Barre gestaltet: ein Foto von der Fassade des Berliner Ensemble, an der eine Ankündigung von Bernhards Stück für den kommenden Mittwoch hängt, sowie sechs Fotos von Claus Peymann; davon links drei vom Anprobieren eines T-Shirts, rechts drei vom Anprobieren einer Hose.

### Harald-Schmidt-Show
Am 13. Juni wurde der Text als Stück in der Harald-Schmidt-Show uraufgeführt. Schmidt kündigte die Uraufführung an seinem Schreibtisch an, wo er den Zeitungsartikel aus dem März in die Kamera hielt. Er erwähnt Hennetmairs Buch, den er in der Sendung vom 9. Februar zu Gast hatte, sowie die Sendung vom 21. März, in der er Stuckrad-Barres Artikel thematisierte.
Schmidt zeigt einen Ausschnitt aus der Sendung aus dem März, in der er seinen Sidekick Manuel Andrack fragt, warum die FAZ ihm nicht erlaube, Stuckrad-Barres Text auf die Internetseite der Show zu stellen. Andrack vermutet, man wolle dies nicht tun, da man Stuckrad-Barre ein hohes Honorar dafür bezahlt habe. Mit der Stimme von Marcel Reich-Ranicki sagt Schmidt in die Kamera: „Ich werde protestieren. Ich werde die Geschäftsleitung der FAZ anrufen.“ Schmidt sagt, wenn der Text nicht ins Netz gestellt werden könne, müsse er ihn aus Rache in der Show aufführen. Andrack schlägt vor, Stuckrad-Barre dafür in die Show einzuladen. Die Aufführung könne dann als Ausschnitt aus der Show ins Internet gestellt werden.
Harald Schmidt spielte Peymann, Andrack den Hosenverkäufer, Suzana Novinscak die Kellnerin, und Stuckrad-Barre sich selbst. Die Aufführung dauerte etwa 18 Minuten. Sie wird in der Aufzeichnung der Show mit einer Einblendung des Stücktitels eingeleitet: Claus Peymann kauft sich keine Hose, geht aber mit essen. Ein Dramolett. Als Regieanweisung wird der in der FAZ kursiv gedruckte Einleitungstext über Peymanns Verspätung eingeblendet. Schmidt und Stuckrad-Barre kommen von rechts ins Bild. Das Bühnenbild besteht aus dem roten Studioboden, mit dunklen Vorhängen ausgekleideten Kulissen, einem Spiegel und einer Ladentheke, an der Andrack steht. Schmidt hat eine Ledertasche unter dem Arm, Stuckrad-Barre hat ein Notizbuch in der Hand. Eine Regieanweisung, die im Text in Klammern steht, wird eingeblendet: „Legt das Telefon zurück in seinen Burgtheaterdirektorenranzen“. Nach Verlassen des Geschäfts gehen die beiden zu einer Litfaßsäule sowie zu einem Tisch, an dem Novinszak als Kellnerin steht. Schmidt geht zu einem Tisch, auf dem ein Büffet aufgebaut ist. Nach dem letzten Satz „Man nimmt immer zu viel. Herrlich.“ geht das Licht aus. Nach dem Schlussapplaus moderiert Schmidt die Show ab.

### Berliner Ensemble
Am 25. November gastierte die Inszenierung im Berliner Ensemble. Das Theaterplakat an der Fassade basierte auf dem Plakat für die Inszenierung von Bernhards Stück und enthielt Ergänzungen in roter Farbe. Neben der roten Silhouette von Bernhard war eine kleinere Silhouette von von Stuckrad-Barre abgebildet. Peymann ließ Schmidts Foto im Programmheft als Ensemblemitglied abdrucken. Weitere Aufführungen sagte Schmidt aus Zeitgründen ab. Peymann warf ihm nach eigenen Angaben am Telefon vor, sein Wort gebrochen zu haben. Die Inszenierung wurde zweimal aufgeführt.

### Weitere Ausgaben
Der Text ist in Stuckrad-Barres 2001 erschienenem Buch Deutsches Theater als Stück mit Korrekturen und in neuer Rechtschreibung im Dramensatz abgedruckt. Eine Aufzeichnung der Inszenierung der Harald-Schmidt-Show ist im 2002 erschienenen Hörbuch Deutsches Theater enthalten, ein Foto des Fassadenplakats im Booklet der CD. Es enthält außerdem ein Kapitel namens Karl Ignaz Hennetmair live in Ohlsdorf.

## Rezeption
Die Berliner Seiten der FAZ berichteten in drei Artikeln über Schmidts Aufführung: Vor der Aufführung im Juni erschien ein Interview von Florian Illies mit Andrack über die Proben, vor dem Gastspiel ein Artikel über verschiedene Hosen für Harald Schmidt und danach eine Rezension von Hermann Beil, Dramaturg des Berliner Ensemble.
Mariam Lau vergleicht den Text in ihrer Biografie über Harald Schmidt mit dem Dramolett von Bernhard. Von Stuckrad-Barres Stück unterscheide sich davon „im Grad der Bösartigkeit“. Zwar stehe auch hier Peymann als der „Kraftlackel“ und naiver Tölpel da wie bei Bernhard. Im Vordergrund stehe jedoch das „harmlose Geplänkel mit benutzerfreundlicher Oberfläche“, das die Texte Stuckrad-Barres schon immer ausgezeichnet habe.